# Lijst van parochies in het bisdom Århus
Deze pagina bevat een overzicht van parochies van het bisdom Århus in Denemarken. Het bisdom telt 329 parochies (hieronder 339).
- Åby (parochie, Aarhus)
- Adslev (parochie)
- Agri (parochie)
- Aidt (parochie)
- Albæk (parochie, Randers)
- Albøge (parochie)
- Alderslyst (parochie)
- Alling (parochie)
- Alrø (parochie)
- Ålsø (parochie)
- Ålum (parochie)
- Anholt (parochie)
- Århus Domsogn
- Årslev (parochie, Randers)
- Asferg (parochie)
- Astrup (parochie, Aarhus)
- Auning (parochie)
- Balle (parochie)
- Beder (parochie)
- Besser (parochie)
- Bjerager (parochie)
- Blegind (parochie)
- Borum (parochie)
- Borup (parochie, Randers)
- Brabrand (parochie)
- Brædstrup (parochie)
- Bregnet (parochie)
- Bryrup (parochie)
- Christians (parochie, Aarhus)
- Dalbyneder (parochie)
- Dalbyover (parochie)
- Dallerup (parochie)
- Døstrup (parochie, Mariagerfjord)
- Dover (parochie)
- Dråby (parochie)
- Dronningborg (parochie)
- Ebdrup (parochie)
- Ebeltoft (parochie)
- Egå (parochie)
- Egens (parochie)
- Ejstrup (parochie)
- Elev (parochie)
- Ellevang (parochie)
- Elsted (parochie)
- Endelave (parochie)
- Enghøj (parochie)
- Enslev (parochie, Norddjurs)
- Enslev (parochie, Randers)
- Essenbæk (parochie)
- Estruplund (parochie)
- Falling (parochie)
- Falslev (parochie)
- Fårup (parochie, Aarhus)
- Fårup (parochie, Randers)
- Fausing (parochie)
- Feldballe (parochie)
- Fjellerup (parochie)
- Foldby (parochie)
- Føvling (parochie, Horsens)
- Fredens (parochie, Aarhus)
- Fruering (parochie)
- Fuglslev (parochie)
- Funder (parochie)
- Galten (parochie)
- Gammel Rye (parochie)
- Gangsted (parochie)
- Gassum (parochie)
- Gellerup (parochie)
- Gerning (parochie)
- Gimming (parochie)
- Ginnerup (parochie)
- Gjerlev (parochie)
- Gjern (parochie)
- Gjerrild (parochie)
- Gjesing (parochie, Norddjurs)
- Glenstrup (parochie)
- Glesborg (parochie)
- Gludsted Kirkedistrikt
- Gødvad (parochie)
- Gosmer (parochie)
- Grædstrup (parochie)
- Granslev (parochie)
- Grenaa (parochie)
- Grensten (parochie)
- Gylling (parochie)
- Hadbjerg (parochie)
- Hadsten (parochie)
- Hald (parochie)
- Haldum (parochie)
- Halling (parochie, Odder)
- Halling (parochie, Syddjurs)
- Hammel (parochie)
- Hammelev (parochie, Norddjurs)
- Hampen Kirkedistrikt
- Handrup Kirkedistrikt
- Hansted (parochie, Horsens)
- Harlev (parochie)
- Harridslev (parochie)
- Hasle (parochie, Aarhus)
- Haslund (parochie)
- Hatting (parochie)
- Haurum (parochie)
- Helgenæs (parochie)
- Helligånds (parochie, Aarhus)
- Helstrup (parochie)
- Hem (parochie, Mariagerfjord)
- Hemmed (parochie)
- Hjortshøj (parochie)
- Hobro (parochie)
- Hoed (parochie)
- Holbæk (parochie)
- Holme (parochie)
- Homå (parochie)
- Hørby (parochie, Mariagerfjord)
- Hornbæk (parochie, Randers)
- Hørning (parochie, Skanderborg)
- Hørning (parochie, Randers)
- Hornslet (parochie)
- Houlbjerg (parochie)
- Hundslund (parochie)
- Hvilsager (parochie)
- Hvilsom (parochie)
- Hvilsted (parochie)
- Hvornum (parochie)
- Hvorslev (parochie)
- Hylke (parochie)
- Hyllested (parochie, Syddjurs)
- Kærby (parochie)
- Karlby (parochie)
- Kastbjerg (parochie, Norddjurs)
- Kastbjerg (parochie, Randers)
- Kasted (parochie)
- Kattrup (parochie)
- Klostersogn
- Klovborg (parochie)
- Knebel (parochie)
- Koed (parochie)
- Kolby (parochie)
- Kolind (parochie)
- Kolt (parochie)
- Kousted (parochie)
- Kragelund (parochie)
- Kristrup (parochie)
- Krogsbæk (parochie)
- Lading (parochie)
- Læsten (parochie)
- Langå (parochie, Randers)
- Langenæs (parochie)
- Låsby (parochie)
- Laurbjerg (parochie)
- Lem (parochie, Randers)
- Lemming (parochie)
- Lerbjerg (parochie)
- Lime (parochie)
- Linå (parochie)
- Linde (parochie)
- Lisbjerg (parochie)
- Lundum (parochie)
- Lyngå (parochie)
- Lyngby (parochie, Aarhus)
- Lyngby (parochie, Norddjurs)
- Lystrup (parochie)
- Malling (parochie)
- Mariager (parochie)
- Marie Magdalene (parochie)
- Mariehøj (parochie)
- Mårslet (parochie)
- Mejlby (parochie)
- Mellerup (parochie)
- Mesing (parochie)
- Møllevang (parochie)
- Mørke (parochie)
- Mygind (parochie)
- Nebel (parochie)
- Nim (parochie)
- Nødager (parochie)
- Nølev (parochie)
- Nørager (parochie)
- Nørbæk (parochie)
- Nordby (parochie, Samsø)
- Nørre Galten (parochie)
- Nørre Onsild (parochie)
- Nørre Snede (parochie)
- Odder (parochie)
- Ødum (parochie)
- Øls (parochie)
- Ølst (parochie)
- Ølsted (parochie, Aarhus)
- Onsbjerg (parochie)
- Ormslev (parochie)
- Ørridslev (parochie)
- Ørsted (parochie, Norddjurs)
- Ørting (parochie)
- Ørum (parochie, Norddjurs)
- Ørum (parochie, Randers)
- Østbirk (parochie)
- Øster Alling (parochie)
- Øster Bjerregrav (parochie)
- Øster Tørslev (parochie)
- Øster Velling (parochie)
- Over og Neder Hadsten (parochie)
- Ovsted (parochie)
- Råby (parochie)
- Randlev (parochie)
- Råsted (parochie, Randers)
- Ravnsbjerg (parochie)
- Rimsø (parochie)
- Risskov (parochie)
- Røgen (parochie)
- Rolsø (parochie)
- Rosmus (parochie)
- Rud (parochie)
- Ry (parochie)
- Sabro (parochie)
- Saksild (parochie)
- Sall (parochie)
- Sankt Andreas (parochie, Randers)
- Sankt Clemens (parochie)
- Sankt Johannes (parochie, Aarhus)
- Sankt Lukas (parochie, Aarhus)
- Sankt Markus (parochie, Aarhus)
- Sankt Mortens (parochie, Randers)
- Sankt Pauls (parochie, Aarhus)
- Sankt Peders (parochie, Randers)
- Sejling (parochie)
- Sejs-Svejbæk (parochie)
- Sem (parochie)
- Serup (parochie)
- Silkeborg (parochie)
- Sinding (parochie, Silkeborg)
- Sjelle (parochie)
- Skåde (parochie)
- Skader (parochie)
- Skæring (parochie)
- Skanderborg (parochie)
- Skanderborg Slotssogn
- Skannerup (parochie)
- Skarresø (parochie)
- Skejby (parochie)
- Skelager (parochie)
- Skivholme (parochie)
- Skjellerup (parochie)
- Skjød (parochie)
- Skjoldhøj (parochie)
- Skjørring (parochie)
- Skødstrup (parochie)
- Skørring (parochie)
- Skorup (parochie)
- Skovby (parochie, Skanderborg)
- Snæbum (parochie)
- Søby (parochie, Favrskov)
- Søby (parochie, Syddjurs)
- Sødring (parochie)
- Søften (parochie)
- Sønder Årslev (parochie)
- Sønder Onsild (parochie)
- Sønder Vinge (parochie)
- Sønder Vissing (parochie)
- Sønderbæk (parochie)
- Sønderbro (parochie)
- Søvind (parochie)
- Spentrup (parochie)
- Spørring (parochie)
- Sporup (parochie)
- Stenvad (parochie)
- Stilling (parochie)
- Stjær (parochie)
- Storring (parochie)
- Støvring (parochie)
- Svenstrup (parochie, Mariager)
- Svostrup (parochie)
- Tamdrup (parochie)
- Tåning (parochie)
- Tånum (parochie)
- Them (parochie)
- Thorsager (parochie)
- Thorsø (parochie)
- Tilst (parochie)
- Tirstrup (parochie)
- Tiset (parochie)
- Todbjerg (parochie)
- Tolstrup (parochie, Horsens)
- Tønning (parochie)
- Torrild (parochie)
- Torsted (parochie, Horsens)
- Torup (parochie, Randers)
- Tøstrup (parochie)
- Træden (parochie)
- Tranbjerg (parochie)
- Tranebjerg (parochie)
- Trige (parochie)
- Tulstrup (parochie, Aarhus)
- Tulstrup (parochie, Skanderborg)
- Tunø (parochie)
- Tved (parochie, Syddjurs)
- Tvede (parochie)
- Tvilum (parochie)
- Tyrsted (parochie)
- Tyrsting (parochie)
- Udby (parochie, Norddjurs)
- Udbyneder (parochie)
- Ulstrupbro (parochie)
- Underup (parochie)
- Uth (parochie)
- Vær (parochie)
- Værum (parochie)
- Vedslet (parochie)
- Veggerslev (parochie)
- Vejerslev (parochie, Favrskov)
- Vejlby (parochie, Aarhus)
- Vejlby (parochie, Norddjurs, Grenaa)
- Vejlby (parochie, Norddjurs, Rougsø)
- Vellev (parochie)
- Veng (parochie)
- Vester Alling (parochie)
- Vester Tørslev (parochie)
- Vester Velling (parochie)
- Viby (parochie, Aarhus)
- Villersø (parochie)
- Vindblæs (parochie, Mariagerfjord)
- Vinding (parochie, Silkeborg)
- Virklund (parochie)
- Virring (parochie)
- Vissing (parochie)
- Vistoft (parochie)
- Vitten (parochie)
- Vitved (parochie)
- Vivild (parochie)
- Voel (parochie)
- Voer (parochie, Norddjurs)
- Voerladegård (parochie)
- Voldby (parochie, Hammel)
- Voldby (parochie, Norddjurs)
- Voldum (parochie)
- Vor Frelser (parochie, Horsens)
- Vor Frue (parochie, Aarhus)
- Vorup (parochie)
- Vrads (parochie)
- Yding (parochie)